# O zvířatech a lidech
O zvířatech a lidech je česko-německý třináctidílný televizní seriál z roku 1994, natočený režisérem Hynkem Bočanem dle scénáře Jiřího Melíška.

## Děj
Seriál se odehrává na státní veterinární klinice v Praze, jíž získal restituent; její osud ohrožují intriky lidí z ministerstva. Podnik řídí doktor Hrubeš. Doktor Marat, který po zranění zůstal na vozíku, ze zvířecí nemocnice musí odejít, proto ředitel Hrubeš vypíše výběrové řízení; přihlásí se pracovník ministerstva doktor Mach a mladá veterinářka Olga, která se přijde na kliniku podívat nejprve jako klientka s kocourem. Hrubeš se vsadí s kolegou Součkem, že se s nevinnou Olgou do roka ožení. Proto si ji vybere v přijímacím řízení. Zároveň však přislíbí místo i doktoru Maratovi, který se chce pokusit o sebevraždu. Doktorce Hokové nadbíhá ošetřovatel Hanzel. Hrubeš na ministerstvu shání peníze na bezbariérový vstup na kliniku pro doktora Marata, přislíbí mu ji pouze Mach, ovšem výměnou chce místo na klinice.
Hanzel nedoslýchavou Hokovou přesvědčí k ušní operaci. Hrubeš Olgu pozve domů, kde obdivují jeho starožitnou komodu. Marat se vrátí na kliniku, ta však nedostane dotaci na stavební úpravy. Hrubeš se rozhodne vyřešit nedostatek finančních prostředků tím, že prodá svou komodu, tu ve starožitnictví objeví Olga a vykoupí ji. Doktor Mach by se stále chtěl dostat na kliniku, ale Hrubeš nemá zájem; proto Mach na instituce pošle kontrolu, ta však žádné problémy nenajde. Marat zachrání koně Cortéze, který si při dostizích zlomil nohu.
Olga udělá chybu a Dan, kterého kousl neevidovaný pes, musí být očkován proti vzteklině. Hrubeš ji potrestá tím, že ji převede do funkce asistentky doktora Marata. Olga se usmíří s Hrubešem, ten však její odborný článek prohlásí za plagiát. Chlapec Dan se stará o vystresovaného psa paní Reznicekové, ta se vrátí z Ameriky pro psa, však pozná, že pes si našel jiného pána a zvíře Danovi nechá. Doktor Souček odlétá na stáž do Afriky; v Praze nechá svou přítelkyni Janu, která s ním čeká dítě. Jana je bývalou milenkou Hrubeše. Olga na Vánoce zamíří domů, po cestě se stane svědkem nehody, při níž se zranil los. Hrubeš a Hanzal jí přijedou na pomoc, Hrubeš si při ošetřování zlomí roku. Původní majitel kliniky, pan Sádek, se znovu přihlásil o svá vlastnická práva; Sádek trvá na vyklizení budovy. Kůň Cortéz při tréninku kulhá, pak se uzdraví a opět se postaví na start závodů.
Doktor Seslík se ve stuttgartské zoo seznámí s kolegyní Inge, plánuje se odstěhovat do Německa, ale nakonec se vrátí do Prahy. Souček se dozví o Janině těhotenství a předčasně se vrací z Afriky. Klinika jim vystrojila svatbu. Ošetřovatel Hanzel také maluje, Rezniceková mu chce zařídit výstavu v Americe.

## Produkce
Série se z velké části natáčela v exteriérech a v reálu – v Praze i mimo ni, v pražské i frankfurtské zoologické zahradě. Celkové náklady se vyšplhaly k 65 milionům korun.

## O seriálu
| „                     | Je to rodinný seriál, i když v Evropě, a u nás zvlášť, máme trochu jiná měřítka, než jsou obvyklá ve světě. Náš divák nechce jednoduchý seriál s namíchaným smíchem, točený v jedné, ve dvou dekoracích, z něhož je cítit chvat a chlad. Chce dobrý, propracovaný příběh, české prostředí a profesionální provedení. | “ |
| — šéfproducent Balvín | |   |

| „                     | Nemocniční prostředí, kde jde často o život, je atraktivní a skýtá spoustu dramatických situací a příběhů. Lékaři a sestry díky dlouhým službám tráví společné dny i noci, je tu nutná týmová spolupráce, důvěra pacienta v lékaře a podobně. To je důvod, proč se i náš příští seriál Kde se slunci nedaří odehrává znovu v nemocnici, tentokrát však dětské. | “ |
| — šéfproducent Balvín | |   |

## Zajímavost
Krom lidských herců vystupují v díle zvířata: slon, nosorožec, tygr, klokan a dostihové koně.

## Obsazení
| Karel Heřmánek      | Hrubeš      |
| Ivana Chýlková      | Olga        |
| Jiřina Bohdalová    | Hoková      |
| Sabine Braeuning    | Inge        |
| Vlastimil Brodský   | Labuťa      |
| Klaus Guth          | Souček      |
| Ludwig Haas         | Sádek       |
| Jan Hartl           | Seslík      |
| Naďa Konvalinková   | Janouchová  |
| Anita Kupsch        | Darková     |
| Taťjana Medvecká    | Labuťová    |
| František Němec     | Hudera      |
| Pavel Nový          | Beneš       |
| Petr Nárožný        | Verb        |
| Jan Poledník        | Dan         |
| Jan Potměšil        | Marat       |
| Lucie Zedníčková    | Tánská      |
| Helena Růžičková    | Krejzová    |
| Jaroslav Satoranský | Sebal       |
| Josef Somr          | Hanzel      |
| Zdeněk Srstka       | Tachecí     |
| Miroslav Středa     | Malota      |
| David Suchařípa     | Pierre      |
| Ingrid van Bergen   | Rezniceková |
| Oldřich Vízner      | Mach        |
| Valérie Zawadská    | Šedová      |
| Pavel Zedníček      | Fürst       |

## Seznam dílů
| Číslo dílu | Název dílu       | Datum premiéry  |
| ---------- | ---------------- | --------------- |
| 1.         | Dívka s kocourem | 6. března 1995  |
| 2.         | Sázka            | 13. března 1995 |
| 3.         | Konkurz          | 20. března 1995 |
| 4.         | Travič           | 27. března 1995 |
| 5.         | Papoušek         | 3. dubna 1995   |
| 6.         | Dostihy          | 10. dubna 1995  |
| 7.         | Revize           | 24. dubna 1995  |
| 8.         | Vzteklina        | 1. května 1995  |
| 9.         | Krize            | 8. května 1995  |
| 10.        | Vánoce           | 15. května 1995 |
| 11.        | Špatné zprávy    | 22. května 1995 |
| 12.        | Výpověď          | 29. května 1995 |
| 13.        | Závod            | 5. června 1995  |